# Cuisine+
Cuisine+, initialement Cuisine.TV, est une ancienne chaîne de télévision française consacrée à la cuisine, lancée en 2001 et supprimée le 27 juin 2015. La chaîne est diffusée par câble, satellite et par les opérateurs Internet. Une déclinaison est créée en Pologne sous le nom de Canal+ Kuchnia, le 30 septembre 2006.

## Histoire
Le 14 avril 2001, la société de production RF2K, créée par Dominique Farrugia et Olivier Granier décide de lancer une chaîne dédiée à la cuisine, baptisée Cuisine.TV,.
Au premier semestre 2004, d'après le dossier de presse de la société, la chaîne est la première chaîne gastronomique du paysage audiovisuel français avec 6,6 millions d'abonnés et une audience de 2 millions de personnes par semaine[réf. souhaitée].
En 2002, elle est sélectionnée pour être diffusée sur la TNT payante en canal partagé avec Comédie ! en soirée (Comédie ! de 20 h 30 à 8 h 30 puis Cuisine.TV le reste du temps) mais son autorisation est annulée quelques mois plus tard après le retrait du projet.
En décembre 2007, la chaîne lance la nouvelle version de son site web proposant, dès l'année suivante plus de 500 vidéos,.
En novembre 2011, le groupe Canal+ rachète Cuisine.TV et Télé Maison, et décide de rebaptiser, à compter du 5 avril 2012, Cuisine.TV en Cuisine+ et Télé Maison en Maison+ pour mieux marquer leurs adhésions au groupe Canal+. Le changement de nom s'est accompagné d'un nouvel habillage et d'un passage en 16/9.
Depuis septembre 2012, la programmation de Maison+ est calquée sur celle de Cuisine+.
Avec Jimmy et Sport+, autres chaînes du groupe, elle cesse d'émettre le 26 juin 2015, à 23h44, sur un fond blanc accompagné du dernier logotype de la chaîne.

### Habillage antenne
Le 14 Avril 2001, CuisineTV adopte un logo et un habillage créés par l'agence Dream On.
Le logo, appelé "trompe-l'œil" par cette dernière, est un simple texte de couleur orange avec une fourchette dissimulée dans la lettre "C" du logo. L'habillage antenne continue de mettre en valeur la cuisine par de multiples actions. Les jingles pub mettent en scène des actions culinaires (cuire, couper, toaster...) sauf que les aliments sont remplacés par des mots. Les jingles identitaires mettent en scène des mots en typographie Helvetica symbolisant la cuisine sur un arrière-plan en rapport avec ces derniers. Quant à l'habillage sonore, on y retrouve une signature sifflée identifiable et un son (mmm) symbolisant l'extasie de la bonne cuisine.
Le 5 Avril 2012, l'habillage est réalisé par la direction artistique du groupe Canal+ et le logo a été dessiné par Marc Lescop. L'habillage antenne met en valeur la forme circulaire (forme principale du logotype), la palette de couleurs est composée de couleurs chaudes et vives. Les jingles pub représentent des aliments en train de "danser", ils sont mis en scène sur un arrière-plan blanc ou noir selon le moment de la journée. Les aliments changent également selon les saisons. L'habillage sonore, a été créé par le duo de musiciens : Two Colors.

### Identité visuelle (logo)

Logo de Cuisine.TV du 14 avril 2001 au 5 avril 2012.
Logo de Cuisine+ du 5 avril 2012 au 26 juin 2015.

## Diffusion
- Sur Canal : canal 74
- Sur Numericable : canal 73